# Aspar Aswin
Aspar Aswin (13 tháng 4 năm 1940 – 19 tháng 12 năm 2007) là một chính trị gia và sĩ quan quân đội người Indonesia, ông phục vụ hai nhiệm kỳ Thống đốc Tây Kalimantan từ năm 1993 đến 2003 và từng là Phó Thống đốc Bali. Nhiệm kỳ thống đốc thứ hai của ông diễn ra trong thời kỳ đầu cải cách, thời kỳ chứng kiến những căng thẳng sắc tộc nghiêm trọng ở Tây Kalimantan và những nỗ lực nhằm loại bỏ ông khỏi quyền lực.

## Đầu đời
Aswin sinh ra ở Samarinda vào ngày 13 tháng 4 năm 1940, ông là con thứ năm trong số chín anh chị em. Sau khi tốt nghiệp trung học ông nộp đơn vào một số trường đại học, trong khi chờ phản hồi, ông nộp đơn và được tuyển vào Học viện Quân sự Indonesia, ông tốt nghiệp năm 1963.

## Sự nghiệp
Trong Lục quân Indonesia, Aswin lần đầu được bổ nhiệm vai trò chỉ huy trung đội ở Quân khu Siliwangi, cho đến khi ông tái bổ nhiệm đến Kostrad vào năm 1971. Năm 1973, ông bắt đầu phục vụ trong Trung đoàn Huấn luyện Khu vực, từng bước thăng cấp cho đến khi trở thành chỉ huy trung đoàn ở Quân khu Udayana vào năm 1985. Aswin được bổ nhiệm làm đại biểu Hội nghị Hiệp thương Nhân dân (MPR) đại diện cho Tây Kalimantan vào năm 1987, nhưng ông rời hội nghị vào ngày 16 tháng 11 năm 1989. Thời điểm này, ông mang quân hàm thượng tá. Trước khi rời khỏi MPR, ông tuyên thệ nhậm chức Phó Thống đốc Bali ngày 2 tháng 9 năm 1989. Ông thăng cấp chuẩn tướng ngày 11 tháng 10 năm 1991.
Ông được bầu là thống đốc Tây Kalimantan, tuyên thệ nhậm chức vào ngày 12 tháng 1 năm 1993. Ông tái đắc cử nhiệm kỳ 1998–2003, và nhậm chức nhiệm kỳ thứ hai vào ngày 12 tháng 1 năm 1998. Ông thăng quân hàm thiếu tướng trong nhiệm kỳ đầu tiên vào ngày 8 tháng 4 năm 1994. Trong nhiệm kỳ thứ hai, tỉnh Tây Kalimantan nhận thấy sự gia tăng về số huyện, với các huyện Bengkayang và Landak được tách ra vào năm 1999. Aswin trước đó đã viết vào năm 1998 là tỉnh Tây Kalimantan cần được chia thành mười bốn huyện, so với sáu huyện vào thời điểm đó.
Trong cuộc bạo loạn Sambas năm 1999, chính quyền tỉnh dưới thời Aswin đã thành lập một trung tâm tị nạn dành cho người tị nạn Madura, phân bổ khoảng 12.500 ha để tái định cư lâu dài cho người Madura phải di dời. Các cuộc bạo loạn diễn ra cùng với biến động chính trị quốc gia sau sự sụp đổ của Tổng thống Suharto, trong thời kỳ đó diễn ra các cuộc biểu tình thường lệ của các sinh viên ở thủ phủ Pontianak của tỉnh kêu gọi Aswin từ chức, vì ông được coi là người đại diện cho chế độ Orde Baru. Vào năm 2000, một sinh viên bị sát hại trong một cuộc biểu tình tương tự, gây ra làn sóng lên án và khiến căng thẳng chính trị leo thang. Đến tháng 10, chính quyền trung ương hướng đến việc cách chức Aswin. Tuy nhiên, vào ngày 25 tháng 10, một cuộc bạo loạn lớn đã diễn ra giữa người Mã Lai và người Madura ở Pontianak, nỗ lực buộc tội Aswin ngay lập tức bị hoãn lại. Cuối cùng, Aswin giữ chức vị thống đốc cho đến khi kết thúc nhiệm kỳ thứ hai.
Sau khi nhiệm kỳ kết thúc, Aswin trở thành một trong những thành viên sáng lập Đảng Lương tâm Nhân dân.

## Qua đời
Aswin qua đời vào sáng ngày 19 tháng 12 năm 2007, sau khi đột ngột ngã quỵ tại nhà vài giờ trước đó. Trước khi qua đời, ông công tác từ Jakarta trước khi tiếp tục đến huyện Ketapang để giải quyết công việc của đảng Hanura, nhiều người thân với Aswin suy đoán cái chết của ông là do kiệt sức. Theo yêu cầu của Aswin trước khi qua đời, thi hài ông an táng tại huyện Temanggung.